# Miaparón
El mioparón era una antigua embarcación inventada por los griegos que fue muy usada durante el siglo I a. C. en toda la cuenca del Mediterráneo.
Esta embarcación servía para el transporte de viajeros en tiempo de paz y de tropas en tiempo de guerra. Podía moverse a vela y a remo. Tenía el casco redondeado, elevándose de forma muy pronunciada en la proa. La popa, muy baja, estaba cortada a ras formando escudo y con la quilla saliente. El mástil, de varias piezas, asegurado por dos obenques, soportaba una vela.